# Verdichtete Mathematik
Verdichtete Mathematik (englisch condensed mathematics, gelegentlich deutsch auch Kondensierte Mathematik genannt)
ist ein Gebiet der Mathematik, das sich zum Ziel setzt, topologische algebraische Strukturen so auszudrücken, dass sie für Anwendungen in Algebra und Zahlentheorie besser handhabbar sind. Die Theorie basiert auf sogenannten verdichteten Mengen, die als Ersatz für topologische Räume verstanden werden können.

## Grundbegriffe
Stone-Räume (d. h. kompakte und total unzusammenhängende Hausdorff-Räume) sind die Grundbausteine der verdichteten Mathematik. Beispiele sind der Ring der {\displaystyle p}-adischen ganzen Zahlen für jede Primzahl {\displaystyle p}.
Eine verdichtete Menge ist eine Garbe (englisch sheaf) auf einer Kategorie von Stone-Räumen.

### Zwischenziele
Teile des genannten Vereinheitlichungsprogramms bestehen darin, topologische Räume durch solche „verdichteten Mengen“ zu ersetzen, die Funktionalanalysis in einen Zweig der kommutativen Algebra zu verwandeln und verschiedene Arten der analytischen Geometrie in die algebraische Geometrie zu überführen. „Verdichtete abelsche Gruppen“ bilden eine Abelsche Kategorie, die somit den Gesetzen der homologischen Algebra genügt.
Grob gesagt wird ein topologischer Raum {\displaystyle X} durch den Funktor {\displaystyle F} ersetzt, der eine proendliche Menge {\displaystyle S} auf die Menge der stetigen Abbildungen von {\displaystyle S} nach {\displaystyle X} abbildet. Für jeden kompakten Hausdorff-Raum {\displaystyle X} gibt es eine Surjektion von einer proendlichen Menge auf {\displaystyle X.}
Eine solche Surjektion ist beispielsweise die Dezimaldarstellung, d. h. die Abbildung (englisch decimal expansion) von der proendlichen Menge der Folgen in {0,1,2,3,4,5,6,7,8,9} auf das Intervall [0, 1].

## Forschungsgeschichte
Im Jahr 2018 erkannten der deutsche Zahlentheoretiker und Fields-Medaillenträger Peter Scholze und Dustin Clausen, dass die herkömmliche Topologie zu Inkompatibilitäten zwischen Geometrie, Funktionalanalysis und p-adischen Zahlen führt – und waren überzeugt, dass eine veränderte Vorgehensweise diese Lücken schließen könnte. Die beiden kündigten 2019 an, dass sie die Mathematik in dieser Weise neu aufbauen wollen.
Scholze bat 2020 in einem Blog-Post die Community des Beweisassistenten Lean um eine Formalisierung des Beweises eines Theorems, dessen Richtigkeit entscheidend für die Anwendung von Konzepten der verdichteten Mathematik in der Funktionalanalysis sei. Stand Juni 2021 gelang die Verifizierung eines signifikanten Abschnittes des Beweises, über welchen Scholze zuvor leichte Bedenken geäußert hatte.